# Barce (Nisko)
Barce – część miasta Nisko na zachód od centrum miasta, przy ul. Długiej. Znajduje się tu m.in. cmentarz komunalny.

## Historia
Między 1530 a 1621 stanowiły własność kapituły sandomierskiej wraz z wsią Nisko i innymi pobliskimi wioskami.
Za II RP Barce należały już do Niska, od 1933 miasta.
Podczas II wojny światowej Niemcy wyodrębnili Barce z Niska, włączając je do nowo utworzonej gminy Górno w powiecie Jaroslau w dystrykcie krakowskim (Generalne Gubernatorstwo). Liczyły wtedy 417 mieszkańców.
Po wojnie powrócono do stanu administracyjnego sprzed wojny, przez co Barce ponownie stały się częścią Niska.